# Кавіццана
Кавіццана (італ. Cavizzana) — муніципалітет в Італії, у регіоні Трентіно-Альто-Адідже,  провінція Тренто.
Кавіццана розташована на відстані близько 520 км на північ від Рима, 36 км на північ від Тренто.
Населення — 257 осіб (2014).
Щорічний фестиваль відбувається 11 листопада. Покровитель — святий Мартин.

## Демографія
Населення за роками:

Станом на 1 січня 2023 року в муніципалітеті офіційно проживали 4 іноземці (громадяни Марокко).

## Сусідні муніципалітети
- Кальдес
- Клес